# Eduardo Salvio
Eduardo Antonio Salvio (Avellaneda, 13 de julho de 1990) é um futebolista argentino que atua como ponta-direita. Atualmente joga no Lanús.

## Carreira

### Início
Salvio começou a sua carreira no Lanús, o seu clube de coração na Argentina, onde atuou por dois anos e marcou 13 gols em 47 jogos.

### Atlético de Madrid
Após duas boas temporadas pelo Lanús, Salvio migrou para a Europa e foi contratado pelo Atlético de Madrid em janeiro de 2010. O argentino acabou sendo emprestado ao Benfica na temporada 2010–11, onde teve grandes exibições e deixou muitas saudades aos adeptos benfiquistas.
Depois de retornar aos Colchoneros, Salvio acabou recebendo mais chances com o treinador Diego Simeone na temporada 2011–12. Ainda assim, a titularidade não era garantida; ele disputava posição com Arda Turan, Raúl García e Diego. No total, Salvio atuou em 70 partidas e marcou 10 gols pelo Atlético de Madrid.

### Benfica
No dia 1 de agosto de 2012, Salvio foi contratado em definitivo pelo Benfica e assinou por cinco anos. O clube português pagou 13,5 milhões de euros por 80% do passe do atacante argentino. Ele teve boa atuação na sua reestreia, marcando o primeiro gol de um empate em casa por 2 a 2 contra o Braga, no dia 18 de agosto, em jogo válido pela 1ª rodada da Primeira Liga.
Até 2016, Salvio realizou mais 160 jogos e marcou mais de 38 gols com a camisa do Benfica. No entanto, o argentino conviveu com diversas lesões, como na temporada 2013–14, em que se lesionou gravemente para retornar mais de cinco meses depois e se lesionar de novo. Na temporada seguinte, voltou a sofrer uma grave lesão e só retornou aos gramados dez meses depois.

### Boca Juniors
Devido às lesões e à falta de espaço no Benfica, Salvio acabou retornando ao seu país natal e foi contratado pelo Boca Juniors em julho de 2019.

## Títulos
Atlético de Madrid
- Liga Europa da UEFA: 2009–10 e 2011–12

Benfica
- Taça da Liga: 2010–11, 2013–14, 2014–15 e 2015–16
- Primeira Liga: 2013–14, 2014–15, 2015–16, 2016–17 e 2018–19
- Taça de Portugal: 2013–14 e 2016–17
- Supertaça Cândido de Oliveira: 2014, 2016 e 2017

Boca Juniors
- Campeonato Argentino: 2019–20
- Copa da Argentina: 2019–20
- Copa da Liga Profissional de Futebol: 2020 e 2022